# Мирнинский район
Ми́рнинский район (якут. Мииринэй улууһа) — административно-территориальная единица (район) и муниципальное образование (муниципальный район) в Республике Саха (Якутия) Российской Федерации.
Административный центр — город Мирный.

## География
Площадь — 165,8 тыс. км². Граничит на севере и северо-востоке с Оленёкским улусом, на востоке — с Нюрбинским и Сунтарским улусами, на юге — с Ленским районом и на западе — с Иркутской областью и Красноярским краем. В этом районе находится одна из крупных аномальных долин — Елюю Черкечех.

### Природные условия
Рельеф плоскогорный. На севере улуса — Вилюйское плато, на юге — Приленское плато.
Крупная река — Вилюй. На территории района находится Вилюйское водохранилище.
Средняя температура января от −32 °C на юге до −40 °C на севере, июля +14…+16 °C. Осадков выпадает 250—300 мм в год.

## История

### Поискиалмазовв западной Якутии
Различные слухи о находках драгоценных камней в бассейне реки Вилюй ходили ещё до Октябрьской революции. В середине XIX века Р. К. Маак, побывавший с экспедицией на Вилюе, высказал предположение о том, что Вилюйский округ богат железными, соляными залежами и драгоценными камнями. Он описал гнёзда голубой глины в междуречье Вилюя и Малой Ботуобии, но кимберлиты тогда ещё не были открыты, и на это не обратили внимания.
С начала XX века целый ряд учёных и геологов (В. И. Вернадский, Н. К. Высоцкий, Н. М. Федоровский, В. С. Соболев, М. М. Одинцов) указывал на существование важных черт сходства геологического строения Сибирской платформы с Южноафриканской, где уже велась активная разработка коренных месторождений алмазов.
В 1937 году советское правительство вследствие ряда причин, в том числе отказа некоторых стран продавать алмазы СССР, было вынуждено форсировать поиск алмазов на своей территории. Были организованы экспедиции в бассейн Енисея и на Урал. Уральская экспедиция оказалась более удачной, были найдены россыпи алмазов, достаточно бедные, но пригодные для промышленной добычи. Но созданная на Урале сырьевая база не могла обеспечить запросы промышленности. В послевоенные годы поиск алмазов в Сибири стал для советских геологов приоритетным направлением.
В 1946 году было опубликовано постановление правительства за подписью Сталина о дальнейшем развитии поисков алмазов в СССР. В Иркутском геологическом управлении была создана Тунгусская (Амакинская) экспедиция, которую возглавил М. М. Одинцов.
Первый (официальный) алмаз в Якутии был найден в 1949 году на Вилюе геологической партией Г. Х. Файнштейна. В 1949—1953 гг. были найдены алмазные россыпи в промышленных концентрациях в речных отложениях Вилюя и его многочисленных притоков, а также реки Оленёк. Находки алмазов в отложениях рек были связаны с практиковавшейся тогда методикой поиска алмазов, которая в основном опиралась на промывку и обработку речных галечников и песков, добывавшихся со дна реки или из шурфов на берегу. Однако эта методика не давала ответа, где находятся коренные месторождения — кимберлитовые трубки.
Первое коренное месторождение — трубка «Зарница» — была найдена 21 августа 1954 года геологом Центральной экспедиции Л. А. Попугаевой с помощью метода «пироповой съёмки», разработанной её учителями А. А. Кухаренко и Н. Н. Сарсадских, благодаря которому она с помощью визуального изучения шлихов в бассейне реки Далдын открыла породу, содержащую пиропы, ильмениты и алмазы. (Об истории открытия алмазов в Якутии и в частности о методе «пироповой съёмки» (недоступная ссылка), 
О Ларисе Попугаевой)
С помощью метода «пироповой съёмки» в 1955 году было найдено уже 15 коренных месторождений, в том числе крупнейшие трубки «Мир» и «Удачная». Радиограмма об открытии алмазной трубки «Мир»: «Закурили трубку мира зпт табак отличный тчк
Авдеенко зпт Елагина зпт Хабардин тчк».
Всего в Якутии к настоящему времени выявлено более 200 кимберлитовых трубок.

### Становление алмазодобывающей промышленности

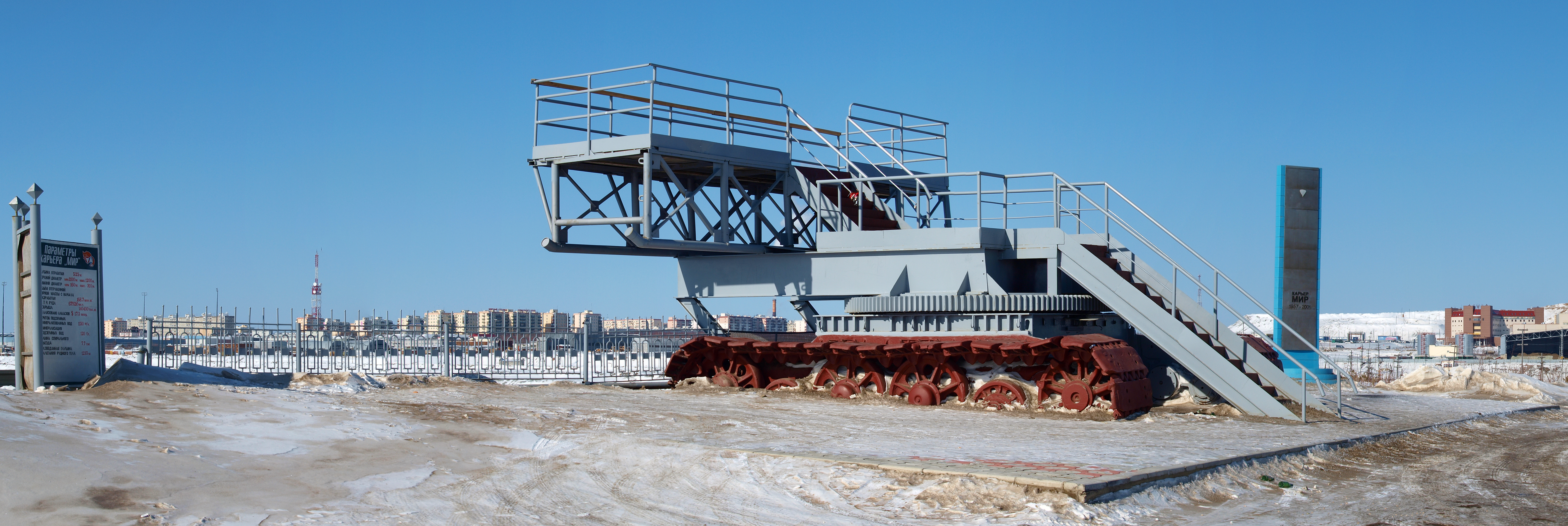
Смотровая площадка карьера Мир и вид на город Мирный

Уже в 1956 году через год после открытия трубки «Мир» началась её промышленная эксплуатация. Рядом с трубкой начал расти рабочий посёлок с соответствующим названием Мирный, который уже в 1959 году получил статус города.
4 января 1957 года коллегия Министерства цветной металлургии СССР приняла постановление «О промышленном освоении вилюйских алмазных месторождений».
В июне 1957 года фабрика № 1 в Мирном вступила в промышленную эксплуатацию и дала первые алмазы из россыпей трубки «Мир».
В 1958 году принято решение о строительстве для нужд алмазодобывающей промышленности Вилюйской ГЭС.
В начале 1960-х гг. валовая стоимость алмазодобычи в СССР уже превышала миллиард долларов в год.
В 1960 году была открыта трубка «Айхал». В 1961 году образован одноимённый посёлок.
В 1968 году с началом разработки трубки «Удачная» образован посёлок Удачный (город с 1987).
В 1969 году открыта трубка «Интернациональная», лучшее в мире месторождение по стоимости алмазов в тонне руды.

### Ядерные взрывы
2 октября 1974 года в 2,5 км к северу от города Удачный на глубине 98 м был произведён подземный ядерный взрыв «Кристалл» мощностью 1,7 килотонн.
24 августа 1978 года в 39 км к востоку от Айхала на глубине 577 метров на объекте «Кратон-3» был произведён промышленный ядерный взрыв мощностью 19 килотонн.
С 1976 по 1987 годы — пять взрывов мощностью 15 килотонн из серий взрывов «Ока», «Вятка», «Шексна», «Нева». 120 км юго-западнее города Мирный, на Среднеботуобинском нефтяном месторождении.

### История района
Мирнинский район образован 12 января 1965 года из части территорий Ленского, Сунтарского и Оленёкского районов.
В 1930 году был образован Садынский район, включающий в себя часть территории современного Мирнинского района. В его состав входили Ботуобинский, Садынский, Чуонинский наслеги. В 1948 году район был ликвидирован. Первый наслег был передан в состав Ленского района, оставшиеся два — в состав Сунтарского.

## Население
| 1970    | 1979    | 1989    | 2002    | 2009    | 2010    | 2011    | 2012    | 2013    |
| ------- | ------- | ------- | ------- | ------- | ------- | ------- | ------- | ------- |
| 21 516  | ↗29 394 | ↗51 824 | ↗86 013 | ↘43 818 | ↗75 990 | ↘75 694 | ↘73 197 | ↘72 024 |
| 2014    | 2015    | 2016    | 2017    | 2018    | 2019    | 2020    | 2021    | 2022    |
| ↘71 186 | ↘70 866 | ↗72 221 | ↗72 914 | ↘72 171 | ↗72 468 | ↘72 201 | ↘71 303 | ↗71 455 |
| 2023    |         |         |         |         |         |         |         |         |
| ↘71 308 |         |         |         |         |         |         |         |         |

### Урбанизация
В городских условиях (города Мирный и Удачный, пгт Айхал, Алмазный, Светлый и Чернышевский) проживают 96,32 % населения района.

### Национальный состав
| национальность | человек | %    |
| -------------- | ------- | ---- |
| русские        | 58 059  | 67.5 |
| украинцы       | 8 429   | 9.8  |
| якуты          | 6 537   | 7.6  |
| татары         | 5 591   | 6.5  |
| буряты         | 1 118   | 1.3  |
| другие         | 6 279   | 7.3  |

## Муниципально-территориальное устройство
Мирнинский район (улус), в рамках организации местного самоуправления, включает 9 муниципальных образований, в том числе 6 городских поселений и 3 сельских поселения (наслега), а также 1 межселенную территорию без статуса муниципального образования:
| №        | Муниципальное образование     | Административный центр | Количество населённых пунктов | Население (чел.) | Площадь (км²) |
| -------- | ----------------------------- | ---------------------- | ----------------------------- | ---------------- | ------------- |
| 1        | город Мирный                  | город Мирный           | 1                             | ↘34 013          | 7177,97       |
| 2        | город Удачный                 | город Удачный          | 2                             | ↗13 349          | 2827,28       |
| 3        | посёлок Айхал                 | пгт Айхал              | 2                             | ↘13 359          | 2741,09       |
| 4        | посёлок Алмазный              | пгт Алмазный           | 3                             | ↘1663            | 56,46         |
| 5        | посёлок Светлый               | пгт Светлый            | 1                             | ↘2981            | 599,97        |
| 6        | посёлок Чернышевский          | пгт Чернышевский       | 1                             | ↘3383            | 1246,41       |
| 7        | Ботуобуйинский наслег         | село Тас-Юрях          | 1                             | ↘406             | 24 963,40     |
| 8        | Садынский национальный наслег | село Сюльдюкар         | 1                             | ↘263             | 12 489,30     |
| 9        | Чуонинский наслег             | село Арылах            | 2                             | ↘1608            | 5903,10       |
| 9.000001 | межселенная территория        |                        | 0                             | 0                |               |

### Населённые пункты
В Мирнинском районе 13 населённых пунктов.
| №  | Населённый пункт | Тип   | Население | Муниципальное образование     |
| -- | ---------------- | ----- | --------- | ----------------------------- |
| 1  | Айхал            | пгт   | ↘13 359   | посёлок Айхал                 |
| 2  | Алмазный         | пгт   | ↘1598     | посёлок Алмазный              |
| 3  | Арылах           | село  | ↘1564     | Чуонинский наслег             |
| 4  | Берёзовка        | село  | ↘5        | посёлок Алмазный              |
| 5  | Заря             | село  | ↘103      | Чуонинский наслег             |
| 6  | Мирный           | город | ↘34 013   | город Мирный                  |
| 7  | Новый            | село  | ↘71       | посёлок Алмазный              |
| 8  | Полярный         | село  | →0        | город Удачный                 |
| 9  | Светлый          | пгт   | ↘2981     | посёлок Светлый               |
| 10 | Сюльдюкар        | село  | ↘263      | Садынский национальный наслег |
| 11 | Тас-Юрях         | село  | ↘406      | Ботуобуйинский наслег         |
| 12 | Удачный          | город | ↗13 349   | город Удачный                 |
| 13 | Чернышевский     | пгт   | ↘3383     | посёлок Чернышевский          |

Упразднённые населённые пункты:
- 1998 год — поселок Алакит, административно подчиненный п. Айхал[29].

- 2005 год — село Олгуйдах
- 2024 год — село Моркока

## Экономика
Промышленность
Ведущая роль в экономике района принадлежит акционерной компании «АЛРОСА» и её дочерним предприятиям.
Также в районе действует Каскад Вилюйских ГЭС, в которую входят Вилюйские ГЭС-I и -II, а также пущенная в 2008 году Светлинская ГЭС. Каскад обеспечивает электроэнергией не только потребности алмазодобывающей промышленности района, но и всего западного региона Якутии, включая группу вилюйских улусов и Ленский район, а также работы на Среднеботуобинском нефтегазоконденсатном месторождении.
Транспорт
По территории района проходят автомобильные трассы «Анабар» (Ленск—Мирный—Чернышевский—Удачный) и «Вилюй» (Якутск—Вилюйск—Мирный).
Действуют аэропорты в Мирном и Полярном.